# Michaľany
Michaľany – wieś (obec) na Słowacji położona w kraju koszyckim, w powiecie Trebišov. Pierwsze wzmianki o miejscowości pochodzą z 1273 roku. 
Według danych z dnia 31 grudnia 2012 roku, wieś zamieszkiwało 1948 osób, w tym 985 kobiet i 963 mężczyzn.
W 2001 roku rozkład populacji względem narodowości i przynależności etnicznej wyglądał następująco:
- Słowacy – 94,74%
- Niemcy – 0,06%
- Romowie – 2,52%
- Rusini – 0,06%
- Ukraińcy – 0,06%
- Węgrzy – 2,4%

Ze względu na wyznawaną religię struktura mieszkańców kształtowała się w 2001 roku następująco:
- Katolicy rzymscy – 55,35%
- Grekokatolicy – 27,33%
- Ewangelicy – 0,74%
- Prawosławni – 1,6%
- Ateiści – 2,97%
- Przedstawiciele innych wyznań – 0,06%
- Nie podano – 1,09%